# Alopecia areata

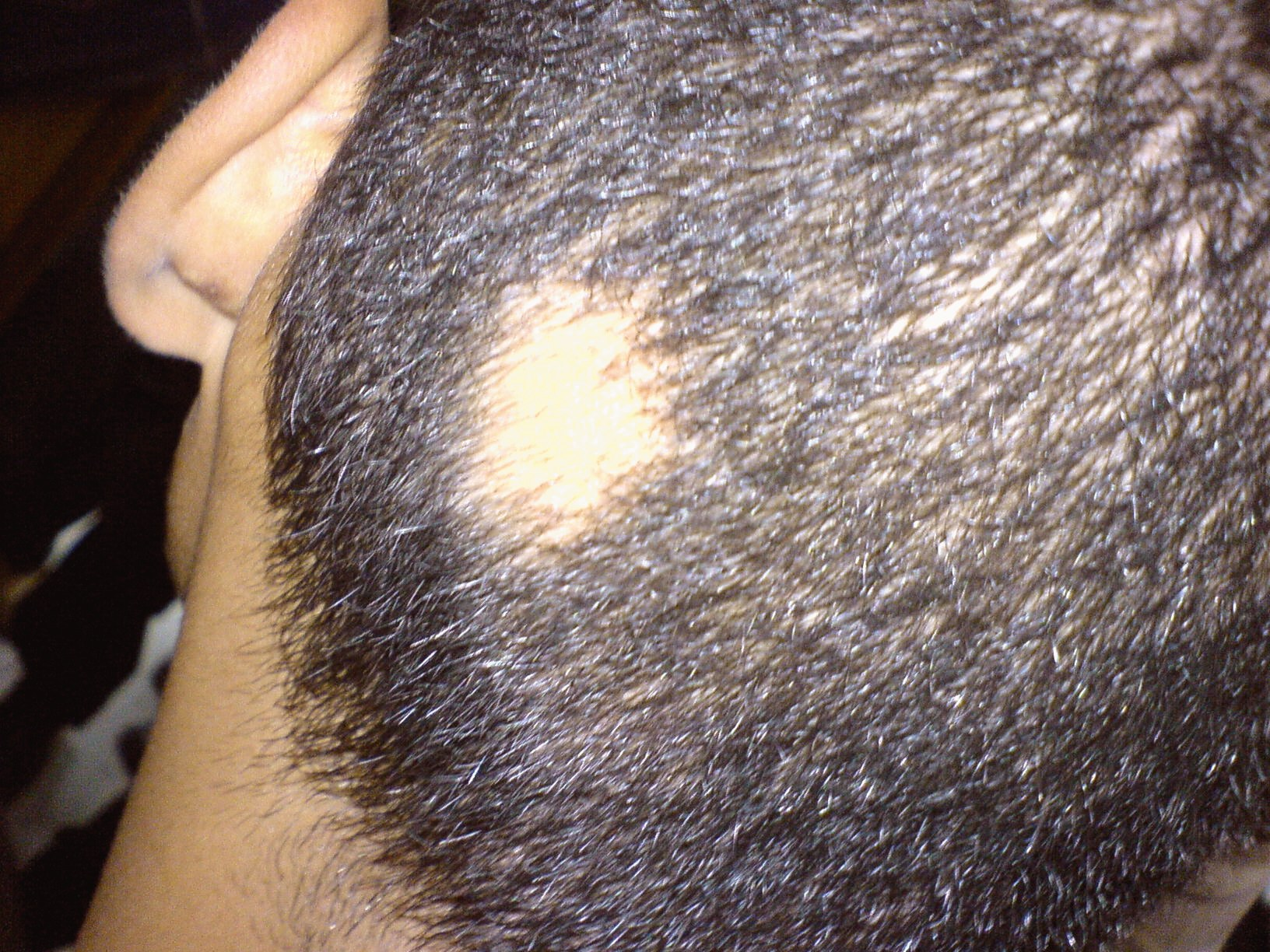
Alopecia areata vista na parte de trás do couro cabeludo

Alopecia areata, também conhecida como pelada ou calvície, é uma condição na qual o cabelo é perdido em algumas ou todas as áreas do corpo. Frequentemente resulta em alguns pontos calvos no couro cabeludo, cada um do tamanho de uma moeda. Pode ocorrer stresse psicológico. As pessoas geralmente são saudáveis. Em alguns casos, todo o cabelo no couro cabeludo ou todo o cabelo do corpo é perdido e a perda pode ser permanente.
Acredita-se que a alopecia areata seja uma doença autoimune resultante de um problema do privilégio imunológico dos folículos pilosos. Os factores de risco incluem um histórico familiar da doença. Entre gémeos idênticos, se um for afectado, o outro tem cerca de 50% de hipótese de também ser afetado. O mecanismo subjacente envolve falha do corpo em reconhecer as suas próprias células com subsequente destruição mediada pelo sistema imunológico do folículo piloso.
Não é conhecida nenhuma cura para esta condição. Podem ser empreendidos esforços para tentar acelerar o crescimento do cabelo, como injeções de cortisona. Protetor solar, protetores de cabeça para proteger do frio e do sol e óculos se os cílios estiverem a sofrer com a condição são recomendados. Em alguns casos, o cabelo volta a crescer e a condição não volta a ocorrer. Noutros, a perda e o crescimento do cabelo ocorrem ao longo dos anos. Entre aqueles em que todos os pelos do corpo são perdidos, menos de 10% coneguem recuperar.
O início geralmente ocorre na infância. Homens e mulheres têm a condição em números iguais. A condição não afecta a esperança de vida de uma pessoa.